# René Houseman
René Orlando Houseman (født 19. juli 1953 i La Banda, Argentina, død 22. marts 2018) var en argentinsk fodboldspiller, der som midtbanespiller på Argentinas landshold var med til at vinde guld ved VM i 1978 på hjemmebane. Han deltog også ved VM i 1974. Han spillede i alt 55 landskampe og scorede 13 mål.
På klubplan spillede Ortiz primært for Huracán, hvor han var tilknyttet i syv sæsoner. Han havde også ophold hos blandt andet Defensores de Belgrano, River Plate og chilenske Colo-Colo.

## Titler
Primera División de Argentina
- 1973 (Metropolitano) med Huracán

Copa Libertadores
- 1984 med Independiente

VM
- 1978 med Argentina